# Département Léman

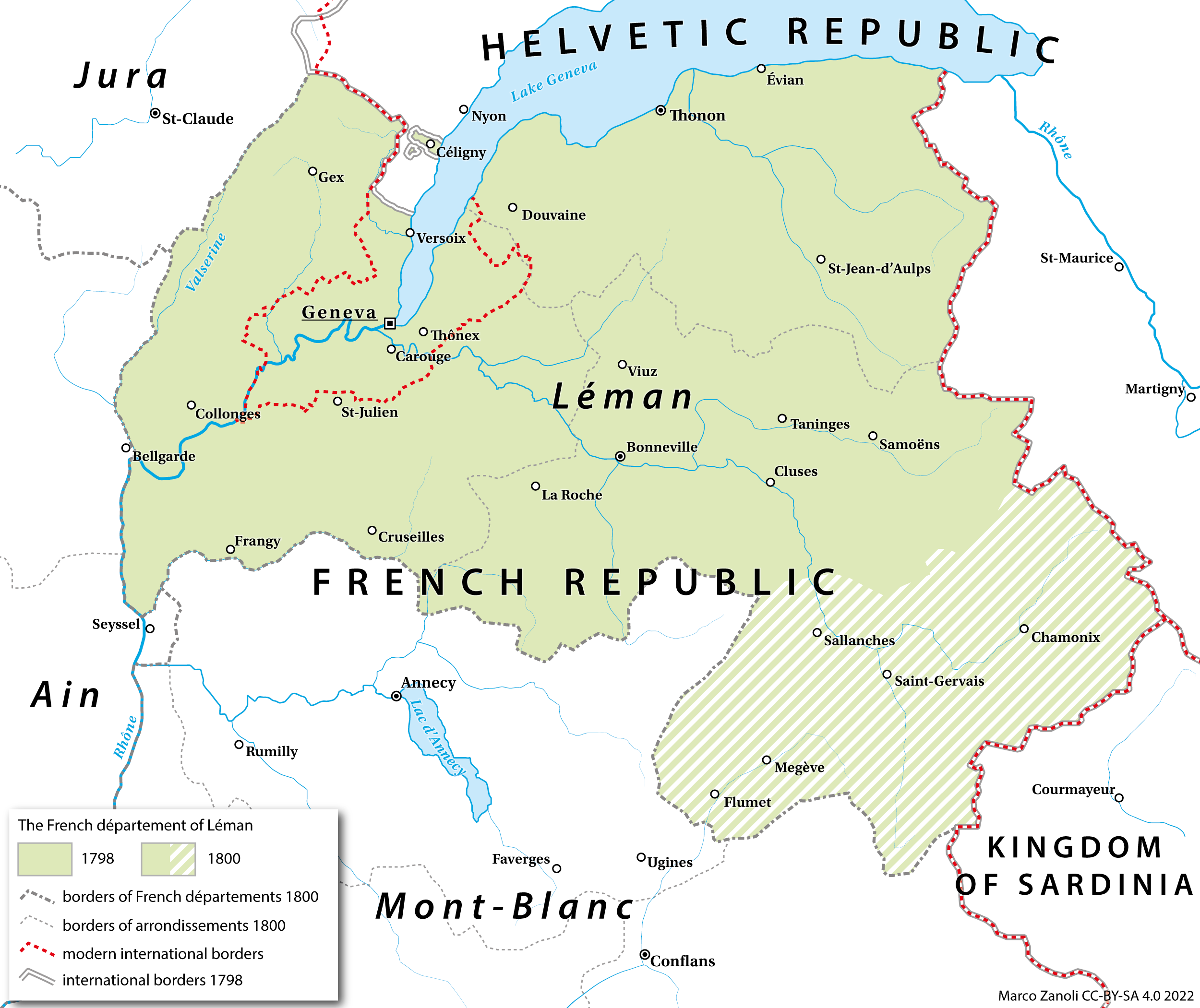
Karte des Département Léman um 1798

Karte der Verwaltungsgliederung des französischen Kaiserreiches um 1812

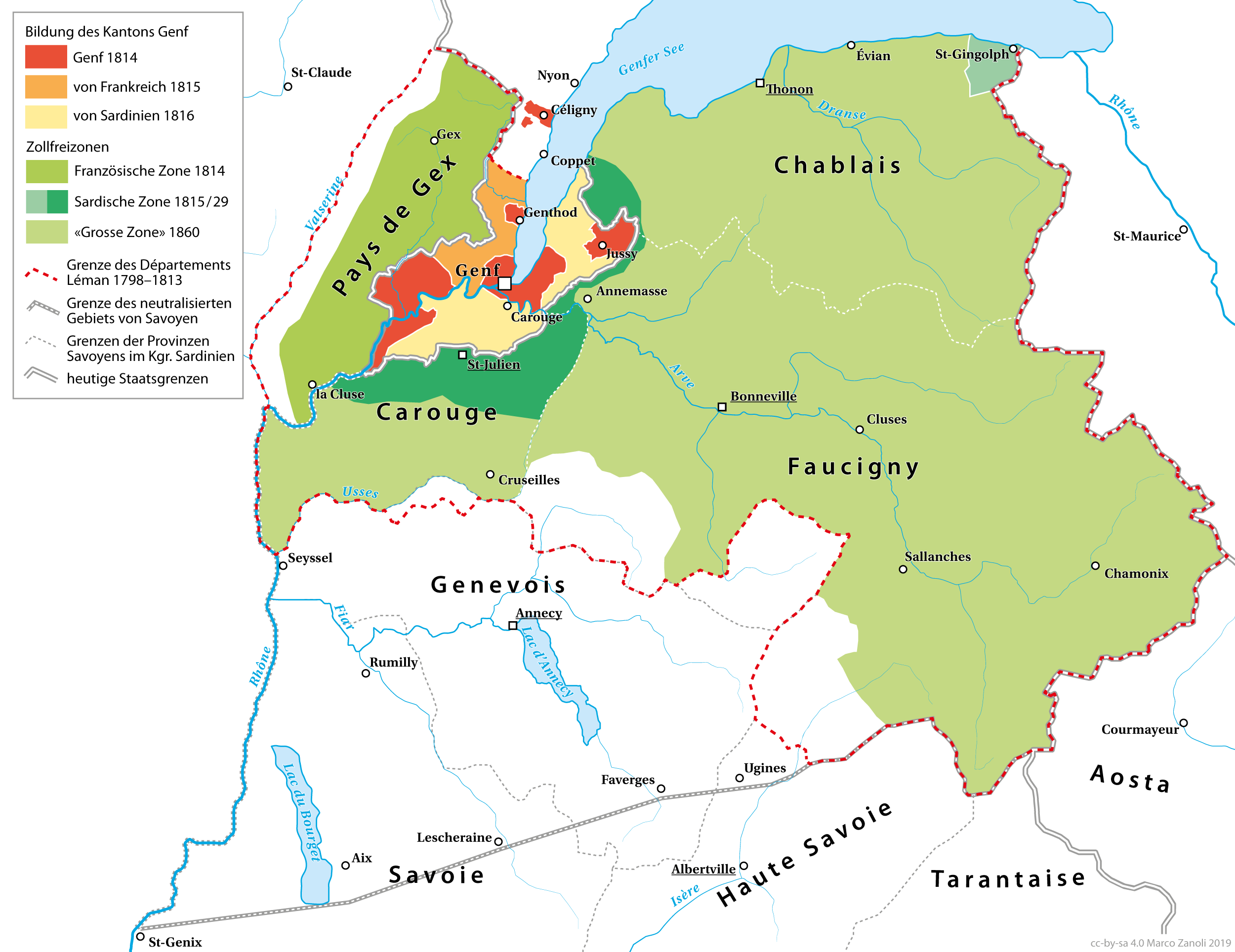
Karte zur Entstehung des Kantons Genf aus dem Département Léman

Léman ist ein vormaliges französisches Département mit der Hauptstadt Genf.
Es wurde im Jahr 1798 errichtet aus folgenden Gebietsteilen:
- das Gebiet der von Frankreich annektierten Republik Genf,
- der Landschaft Pays de Gex aus dem Département Ain,
- dem Nordteil des Départements Mont-Blanc (Bonneville, Cluses, Thonon-les-Bains),
- ab 1800 auch mit dem Mont-Blanc-Massiv, den Kantonen Chamonix, Saint-Gervais Saint-Gervais-les-Bains, Megève, Flumet und Sallanches.

Seit 1800 war das Département in drei Arrondissements gegliedert:
- Genf
- Bonneville,
- Thonon.

Genf erlangte am 31. Dezember 1813 seine Unabhängigkeit wieder, seit 19. Mai 1815 (vergrößert um sechs Gemeinden der Landschaft Pays de Gex) als Mitglied der Eidgenossenschaft.